# Zsuzsa Körmöczy
Zsuzsa Körmöczy, madžarska tenisačica, * 25. avgust 1924, Budimpešta, † 16. september 2006, Budimpešta.
Največji uspeh v karieri je dosegla z zmago v posamični konkurenci na turnirju za Amatersko prvenstvo Francije leta 1958 ko je v finalu premagala Shirley Bloomer, leto za tem se je ponovno uvrstila v finale, kjer jo je premagala Christine Truman. Na turnirjih za Prvenstvo Anglije se je najdlje uvrstila v polfinale leta 1961. Leta 1958 je bila izbrana za madžarsko športnico leta.

## Finali Grand Slamov

### Posamično (2)

#### Zmage (1)
| Leto | Turnir                       | Nasprotnica v finalu | Rezultat finala |
| 1958 | Amatersko prvenstvo Francije | Shirley Bloomer      | 6–4, 1–6, 6–2   |

#### Porazi (1)
| Leto | Turnir                       | Nasprotnica v finalu | Rezultat finala |
| 1959 | Amatersko prvenstvo Francije | Christine Truman     | 4–6, 5–7        |